# NGC 6757
NGC 6757 ist eine linsenförmige Galaxie vom Hubble-Typ SB0-a im Sternbild Drache am Nordsternhimmel. Sie ist schätzungsweise 116 Millionen Lichtjahre von der Milchstraße entfernt.
Das Objekt wurde am 15. August 1884 von Lewis Swift entdeckt.